# Anstey Castle
Anstey Castle var ett slott i Storbritannien. Det fanns i grevskapet Hertfordshire och riksdelen England, i den sydöstra delen av landet. Platsen ligger 125 meter över havet.
Trakten runt Anstey Castle består till största delen av jordbruksmark.